# 加拿大重水铀反应堆

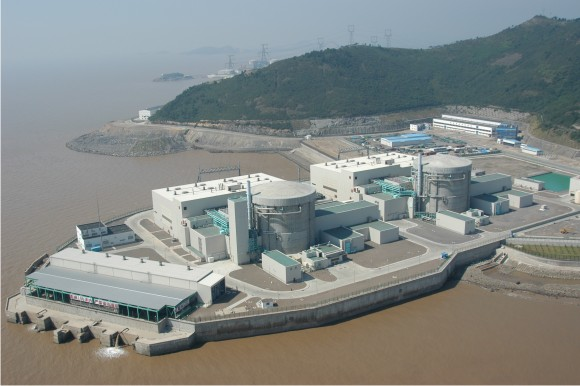
秦山第三期工程的机组1号和2号, 位于中国浙江省 (30.436° N 120.958° E): 由秦山第三核電有限公司擁有和經營的兩個CANDU 6反應堆，由加拿大原子能有限公司（AECL）設計。 請注意，該安裝本質上是兩個獨立工廠，继承CANDU 6的設計。

加拿大重水铀反应堆或稱「CANDU反應爐」或是「坎度堆」，是加拿大原子能有限公司、安大略水電公司和加拿大奇異公司聯手於1954年開始研發的壓水式重水反應爐。SNC-Lavalin於2011年買下CANDU反應爐的技術。
CANDU反應爐使用重水當作中子減速劑和反應爐冷卻劑，
核燃料使用未經濃縮的天然鈾礦。甚至可以直接使用混合氧化物核燃料(MOX fuel)
或是再處理鈾

當作燃料。CANDU反應爐利用核分裂的熱能產生電力。CANDU源自「CANada Deuterium Uranium」。
有兩種主要類型的CANDU反應堆，最初的設計大約500 MWe，旨在用於大型工廠的多反應堆裝置，以及600 MWe級的合理化CANDU 6，設計用於單一 獨立單元或小型多單元工廠。 CANDU 6機組在魁北克和新不倫瑞克以及巴基斯坦，阿根廷，韓國，羅馬尼亞和中國建成。 非CANDU 6設計的一個例子被出售給了印度。 該多機組設計僅在加拿大安大略省使用，隨著該省安裝更多機組，該機組的規模和功率不斷增加，在達林頓核電站安裝的機組達到約880  MWe。 以與CANDU 6類似的方式合理化大型單元的努力導致了CANDU 9。

## 原理[4]
加拿大重水铀反应爐使用重水作中子減速劑，效率是普通的水的1700倍，而且重水吸收的中子比普通的水少。所以重水反應爐可以使用未經濃縮的鈾（0.7%鈾-235，其餘大部分的成分為鈾-238），甚至再處理鈾當作燃料。但和輕水反應爐相比，加拿大重水铀反应爐需要更多的核燃料以達到相同的發電量。
重水也負責把核分裂的熱能傳送到蒸氣產生器，產生的蒸氣驅動渦輪發動機，再經過發電機產生電力。
加拿大重水铀反应爐的燃料是橫的放的（平行於地面），可以在正常運轉下更換燃料，不像輕水反應爐，燃料是直的放的（垂直於地面），更換燃料前必須停機。而且橫的放的燃料在過熱時會彎曲，自然地減慢核分裂反應。
此外，加拿大重水铀反应爐使用電磁力作為控制棒的動力，所以沒有停電的問題。
CANDU6的冷卻劑的規格如下
| 輸入口的溫度 | 266℃  |
| 輸出口的溫度 | 310℃  |
| 輸出口的壓力 | 10MPa |

## CANDU6加強版（Enhanced CANDU6, EC6）[3]
建立在CANDU6的基礎之上，配搭效率更佳的渦輪發動機。是700MWe第三代反應爐，設計使用年限為60年，每年的容量因子大於92%。可以直接使用天然鈾礦當作燃料，適用於小型規模或是中等規模的輸電網路。

## 核燃料的循環

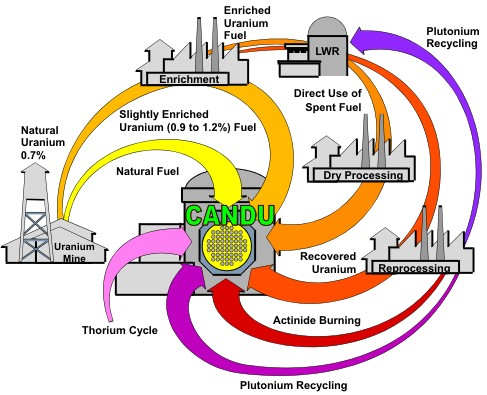
CANDU燃料循環可能的的範圍：CANDU反應堆可以接受多種燃料類型，包括來自輕水反應堆的已被用過的燃料

一個重水設計可以維持比輕水反應堆更低濃度裂變原子的連鎖反應，從而可以使用一些替代燃料; 例如，從已被用過的輕水堆燃料中“回收鈾”（RU）。 CANDU設計用於鈾含量僅為0.7％的天然鈾，因此含有0.9％鈾-235的RU是一種豐富的燃料。 這從鈾中進一步提取了30-40％的能量。開發中的DUPIC（直接使用廢壓縮堆燃料在CANDU中）可以在不進行後處理的情況下進行回收。 燃料在空氣中氧化（氧化），然後在氫氣（還原）中破碎成粉末，然後形成CANDU燃料顆粒。 坎杜堆也可以從更豐富的釷中生产燃料。 這種情況正在印度被調查，以利用其天然釷儲備。
甚至比輕水堆更好，坎杜堆可以使用鈾和钚氧化物（MOX燃料）的混合物，钚既可以來自拆解的核武器，也可以使用再加工的反應堆燃料。 再加工钚中的同位素混合物對武器沒有吸引力，但可用作燃料（而不僅僅是核廢料），而燃燒武器級钚則消除了核武器擴散危險。 如果目的是明確地從乏燃料中燃燒钚或其他锕系元素，那麼建議使用特殊的惰性基質燃料，以便比MOX燃料更有效地完成此項工作。 由於它們不含鈾，這些燃料不會生产任何額外的钚。

## 大事紀[6]
| 1954年      | Wilfrid B. Lewis 促成 Atomic Energy of Canada Limited、Ontario Hydro和Canadian General Electric Company一起研發CANDU反應爐                |
| 1962年      | 核能示範機( Nuclear Power Demonstration)成功驗證CANDU概念可行，包含在反應爐運轉中更換燃料，以及重水可以同時作為中子減速劑和反應爐的冷卻劑 |
| 1968年      | 第一座CANDU反應爐（Douglas point nuclear generating station（页面存档备份，存于））開始運轉                                               |
| 1971年      | 皮克靈核電站A A unit 1的一號機組開始商轉。                                                                                                |
| 1971-1973年 | 皮克靈核電站A的四座CANDU機組開始商轉 |
| 1972年      | 巴基斯坦的喀拉蚩核電廠的一號機開始商轉 |
| 1977-1979年 | 布魯斯核電站A的四座CANDU機組開始商轉 |
| 1983年      | 加拿大的Point Lepreau核電站和Gentilly-2核電站開始商轉；南韓的月城核電站的一號機開始商轉                                                   |
| 1983-1986年 | 皮克靈核電站B的四座CANDU機組開始商轉 |
| 1984年      | 阿根廷的恩巴爾賽核電站開始商轉 |
| 1984-1987年 | 布魯斯核電站B的四座CANDU機組（各915MWe）開始商轉                                                                                          |
| 1987年      | 在加拿大工程百年的紀念活動，CANDU反應爐獲得十大成就之一的殊榮                                                                             |
| 1990-1993年 | 達靈頓核電站的四座CANDU機組開始商轉 |
| 1996年      | 羅馬尼亞的切爾納沃德核電廠的一號機開始商轉                                                                                                |
| 1997-1999年 | 南韓的月城核電站二號機、三號機和四號機開始商轉                                                                                            |
| 2002-2003年 | 中國的秦山核電廠三期的兩座CANDU機組開始運轉                                                                                               |
| 2007年      | 羅馬尼亞的切爾納沃德核電廠的二號機開始運轉                                                                                                |

## 外部連結
- （英文）The Evolution of CANDU Fuel Cycles and Their Potential Contribution to World Peace（页面存档备份，存于）
- （英文）Candu Energy Inc.（页面存档备份，存于）
- （英文）Organization of CANDU Industries
- （英文）CANDU Owner's Group（页面存档备份，存于）
- （英文）CBC Digital Archives - Candu: The Canadian Nuclear Reactor（页面存档备份，存于）
- （英文）Will CANDU do? Walrus Magazine（页面存档备份，存于）